# Anneke de Bruin
Johanna Maria Charlotte (Anneke) de Bruin-van Dijk (Zwijndrecht, 14 april 1941) is een voormalige Nederlandse atlete, die gespecialiseerd was in het discuswerpen en kogelstoten. Bij het discuswerpen werd ze zesmaal Nederlands kampioene en verbeterde verschillende malen het Nederlands record discuswerpen.

## Loopbaan
Haar eerste succes boekte De Bruin in 1967 met het winnen van een gouden medaille bij de Nederlandse atletiekkampioenschappen. Deze titel zou ze in totaal zes achtereenvolgende malen op haar naam schrijven. In datzelfde jaar verbeterde ze met 49,94 m ook voor de eerste keer het Nederlandse record discuswerpen. Dit record zou zij het jaar erop achtereenvolgens via 51,04, 51,84, 52,50, 52,86 verbeteren tot 54,04. Haar laatste record bleef zes jaar lang in de boeken staan, totdat het in 1974 werd verbeterd door Ria Stalman tot 54,14.
Anneke de Bruin is de moeder van Erik en Corrie de Bruin, die beiden in de jaren tachtig en negentig bij het kogelstoten en discuswerpen talrijke successen boekten en met z'n tweeën verantwoordelijk zijn voor het veroveren van in totaal 52 nationale gouden plakken. 
In haar actieve tijd was De Bruin aangesloten bij Sliedrecht Sport.

## Nederlandse kampioenschappen
| Onderdeel    | Jaar                               |
| ------------ | ---------------------------------- |
| discuswerpen | 1967, 1968, 1969, 1970, 1971, 1972 |

## Persoonlijke records
| Onderdeel    | Prestatie       | Datum            | Plaats     |
| ------------ | --------------- | ---------------- | ---------- |
| discuswerpen | 54,04 m (ex-NR) | 25 augustus 1968 | Amsterdam  |
| kogelstoten  | 14,66 m         | 16 juni 1971     | Sliedrecht |

## Nederlandse records
- discuswerpen - 49,94 (1967)
- discuswerpen - 51,04 (1968)
- discuswerpen - 51,84 (1968)
- discuswerpen - 52,50 (1968)
- discuswerpen - 52,86 (1968)
- discuswerpen - 54,04 (1968)

## Palmares

### discuswerpen
- 1967:  NK - 45,96 m
- 1968:  NK - 52,86 m (NR)
- 1968:  Engelse AAA-kamp. - 50,52 m
- 1969:  NK - 50,36 m
- 1969:  Engelse AAA-kamp. - 48,50 m
- 1970:  NK - 51,52 m
- 1971:  NK - 52,06 m
- 1972:  NK - 49,06 m

### kogelstoten
- 1970:  NK - 13,14 m

## Onderscheidingen
- Unie-erekruis in goud van de KNAU - 1975